# Thomasomys rhoadsi
Thomasomys rhoadsi là một loài động vật có vú trong họ Cricetidae, bộ Gặm nhấm. Loài này được Stone mô tả năm 1914.